# Neosalanx anderssoni
Neosalanx anderssoni — вид корюшкоподібних риб родини Саланксові (Salangidae). Мешкає у прибережних водах Жовтого моря, заходить у річки Китаю та Кореї. Довжина тіла сягає 8 см.